# 熊野速玉大社
熊野速玉大社（くまのはやたまたいしゃ）は、和歌山県新宮市新宮にある神社。熊野本宮大社・熊野那智大社と共に、熊野三山を構成する。熊野速玉大神（くまのはやたまのおおかみ）と熊野夫須美大神（くまのふすみのおおかみ）を主祭神とする。かつては式内社（大）であり、旧社格は官幣大社で、現在は神社本庁の別表神社。
境内地は国の史跡「熊野三山」の一部。2002年（平成14年）12月19日、熊野三山が史跡「熊野参詣道」から分離・名称変更された際に、御船島を含む熊野速玉大社境内が追加指定された。2004年（平成16年）7月に登録されたユネスコの世界遺産『紀伊山地の霊場と参詣道』の構成資産・大峯奥駈道の一部。

## 歴史

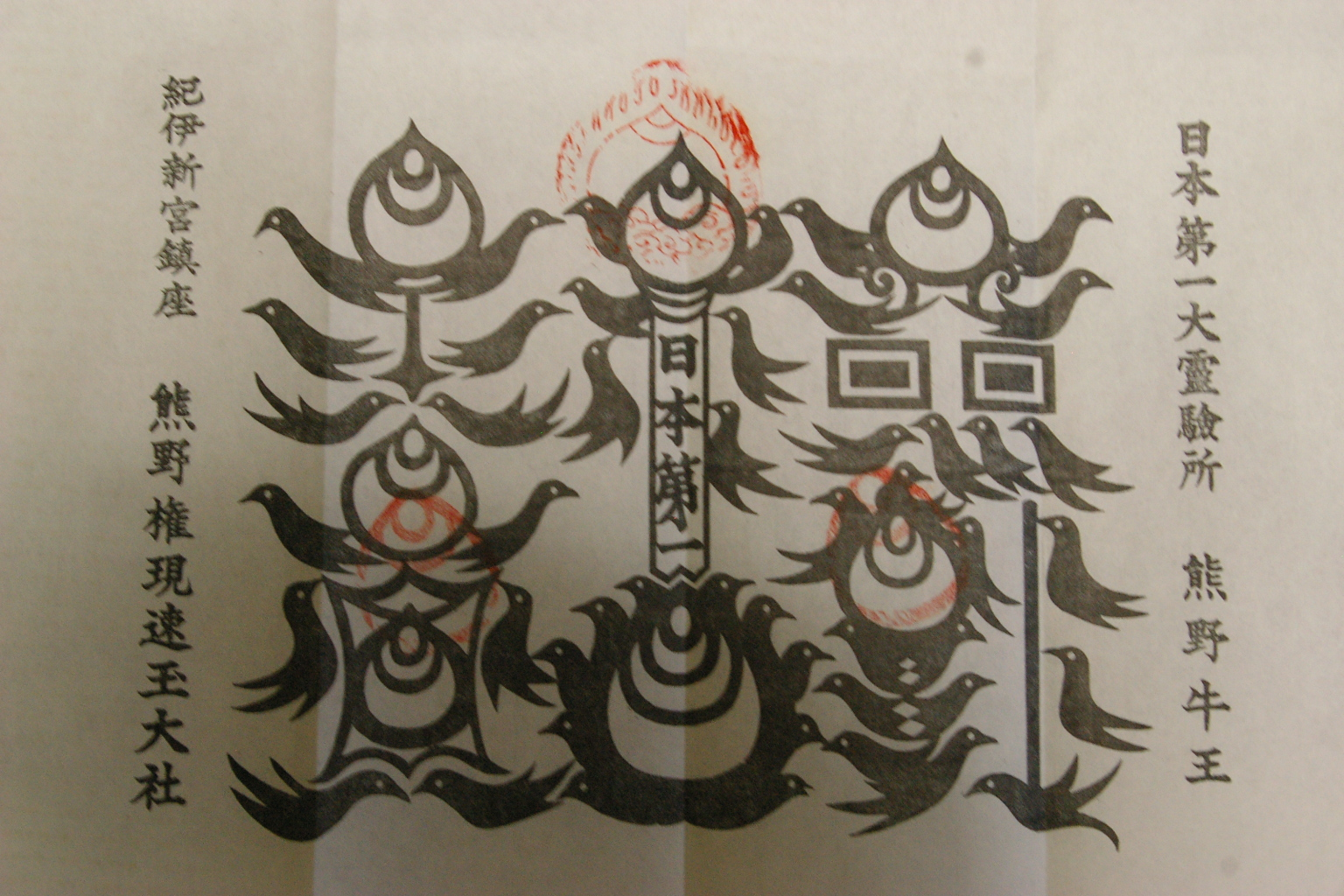
速玉大社の牛王符。誓約書として用いられた。

神代の頃に、神倉山の磐座であるゴトビキ岩に熊野速玉大神と熊野夫須美大神が降り立ち、そこで祀られることとなった。
熊野速玉大神は、熊野速玉大社では伊邪那岐神とされ、熊野本宮大社では同じ神名で日本書紀に登場する速玉之男（はやたまのを）とされる。熊野夫須美大神は伊邪那美神とされている。
しかし、社伝によると景行天皇58年に現在地に遷座し、速玉之男神の名から社名をとったという。もともと祀られていた所である神倉山は神倉神社となり、また元宮と呼ばれ、当社は新宮と呼ばれる。
初めは二つの神殿に熊野速玉大神、熊野夫須美大神、家津美御子大神を祀っていたが、平安時代の初めには現在のように十二の社殿が建てられ、神仏習合も進んで熊野十二所権現と呼ばれ、やがて式内社（大）に列せられた。
また、穂積忍麻呂が初めて禰宜に任じられてからは、熊野三党のひとつ・穂積氏（藤白鈴木氏）が代々神職を務めた。
平安時代の末期には鳥羽上皇、後白河法皇、後鳥羽上皇などが幾度も熊野三山に足を運び、大いに賑わっている。
1466年（文正元年）12月、畠山義就の猶子・畠山政国から、牟婁郡芳養荘（現・田辺市）を寄進された。
1871年（明治4年）、熊野速玉神社として県社に列格するが、1883年（明治16年）、打ち上げ花火が原因で社殿が全焼してしまった。1915年（大正4年）、官幣大社に昇格する。
1948年（昭和23年）に神社本庁の別表神社に加列されている。1967年（昭和42年）に社殿が再建された。
2004年（平成16年）7月1日、「紀伊山地の霊場と参詣道」の一部としてユネスコの世界遺産に登録された。

## 祭神
| 社殿   | 社殿            | 社殿            | 祭神                         | 本地仏         |
| ------ | --------------- | --------------- | ---------------------------- | -------------- |
| 上四社 | 第一殿 結宮     | 第一殿 結宮     | 熊野夫須美大神（熊野結大神） | 千手観音       |
| 上四社 | 第二殿 速玉宮   | 第二殿 速玉宮   | 熊野速玉大神                 | 薬師如来       |
| 上四社 | 第三殿 証誠殿   | 第三殿 証誠殿   | 家津美御子大神・国常立尊     | 阿弥陀如来     |
| 上四社 | 第四殿          | 若宮            | 天照大神                     | 十一面観音     |
| 上四社 | 第四殿          | 神倉宮          | 高倉下命                     | （本地仏なし） |
| 中四社 | 第五殿 禅児宮   | 第五殿 禅児宮   | 天忍穂耳尊                   | 地蔵菩薩       |
| 中四社 | 第六殿 聖宮     | 第六殿 聖宮     | 瓊々杵尊                     | 龍樹菩薩       |
| 中四社 | 第七殿 児宮     | 第七殿 児宮     | 彦火火出見尊                 | 如意輪観音     |
| 中四社 | 第八殿 子守宮   | 第八殿 子守宮   | 鵜葺草葺不合命               | 聖観音         |
| 下四社 | 第九殿          | 一万宮          | 国狭槌尊                     | 文殊菩薩       |
| 下四社 | 第九殿          | 十万宮          | 豊斟渟尊                     | 普賢菩薩       |
| 下四社 | 第十殿 勧請宮   | 第十殿 勧請宮   | 泥土煮尊                     | 釈迦如来       |
| 下四社 | 第十一殿 飛行宮 | 第十一殿 飛行宮 | 大戸道尊                     | 不動明王       |
| 下四社 | 第十二殿 米持宮 | 第十二殿 米持宮 | 面足尊                       | 多聞天         |

## 境内
- 速玉宮（第二殿） - 祭神：熊野速玉大神
- 結宮（第一殿） - 祭神：熊野夫須美大神（熊野結大神）
- 奥御前三神殿 - 祭神：天之御中主神、高皇産霊神、神皇産霊神
- 上三殿（第三殿（証誠殿）・第四殿（若宮・神倉宮）） - 第三殿祭神：家津美御子大神・国常立尊、第四殿若宮祭神：天照大神、第四殿神倉宮祭神：高倉下命
- 八社殿 - 祭神：中四社（天忍穂耳尊・瓊々杵尊・彦火火出見尊・鵜葺草葺不合命）、下四社（国狭槌尊・豊斟渟尊・泥土煮尊・大戸道尊・面足尊）
- 鈴門 - 5つ並んでいる。
- 拝殿
- 参集殿
- 双鶴殿
- 祭器庫
- 新宮神社
- 熊野恵比寿神社
- 東門
- 神門
- 社務所
- 大禮殿
- 熊野稲荷社
- 熊野神宝館 - 1957年（昭和32年）築。
- 武蔵坊弁慶の像
- 鑰宮 手力男神社 - 祭神：天之手力男命
- 八咫烏神社 - 祭神：建角見命
- ナギの木 - 御神木。天然記念物。平重盛の手植と伝えられている。樹齢800年。
- 境外
- 渡御前社 - 祭神：神武天皇。神武天皇の頓宮跡に建てられているという。
  - 神倉神社 - 元宮。

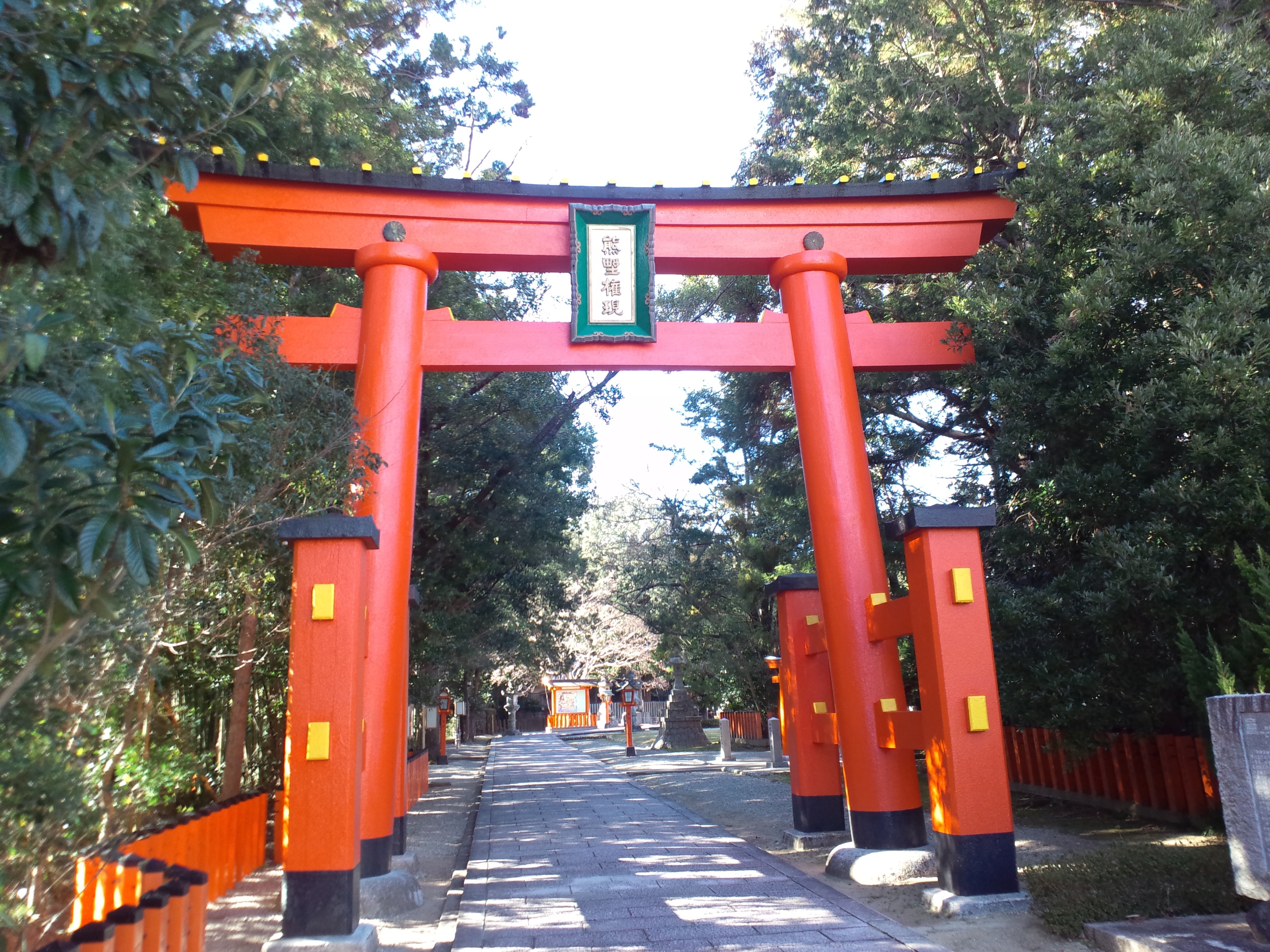
入口鳥居
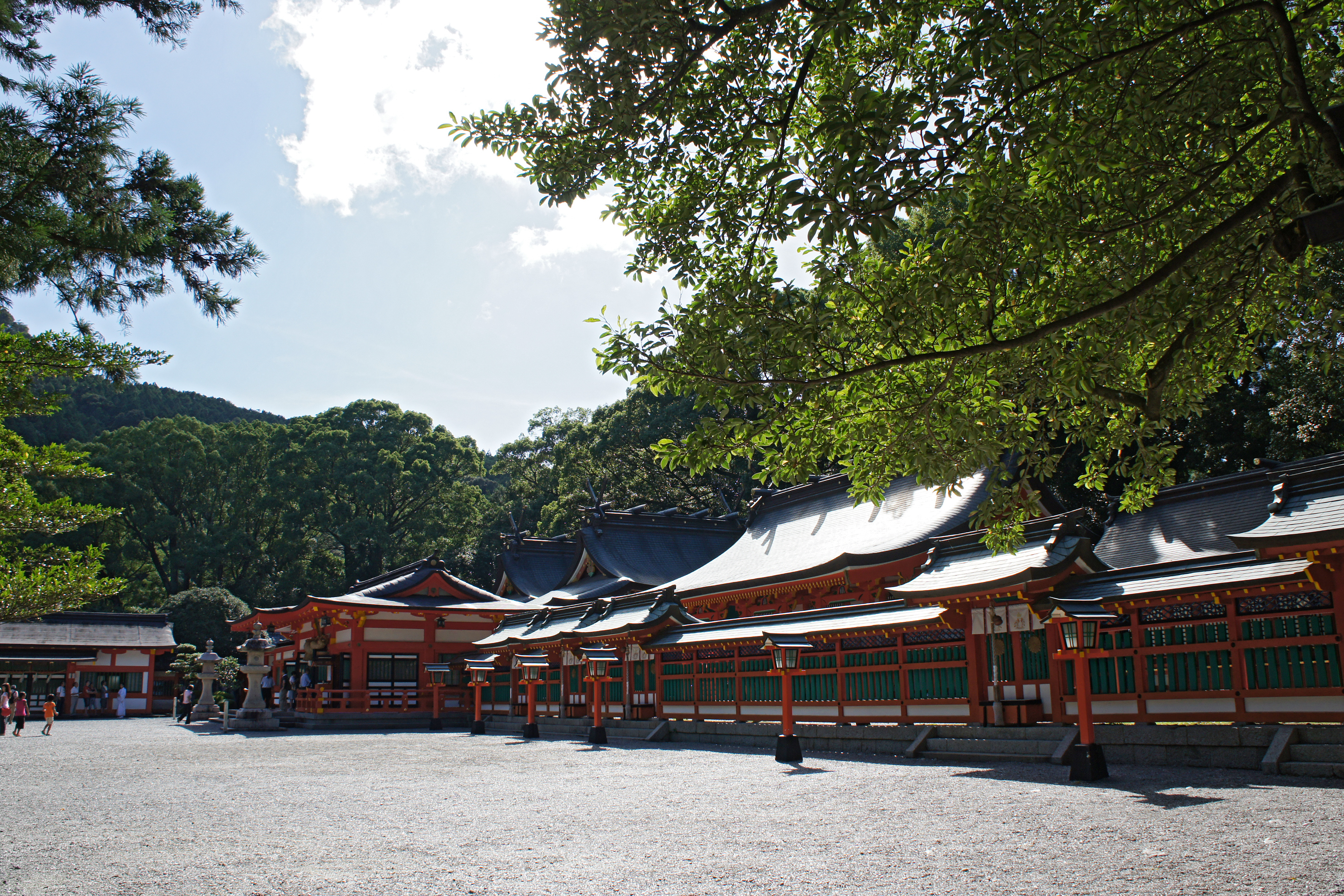
鈴門と瑞垣
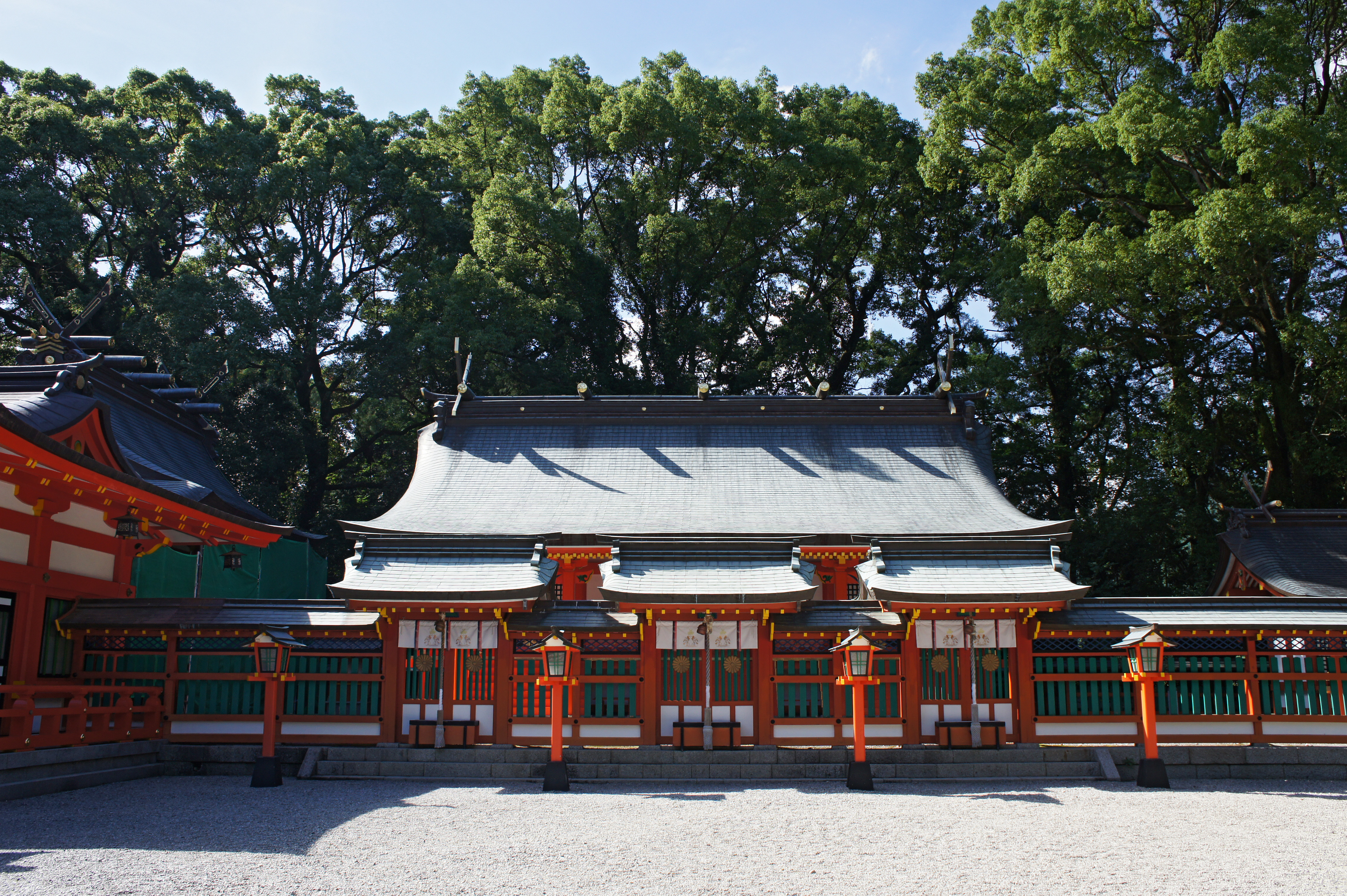
鈴門
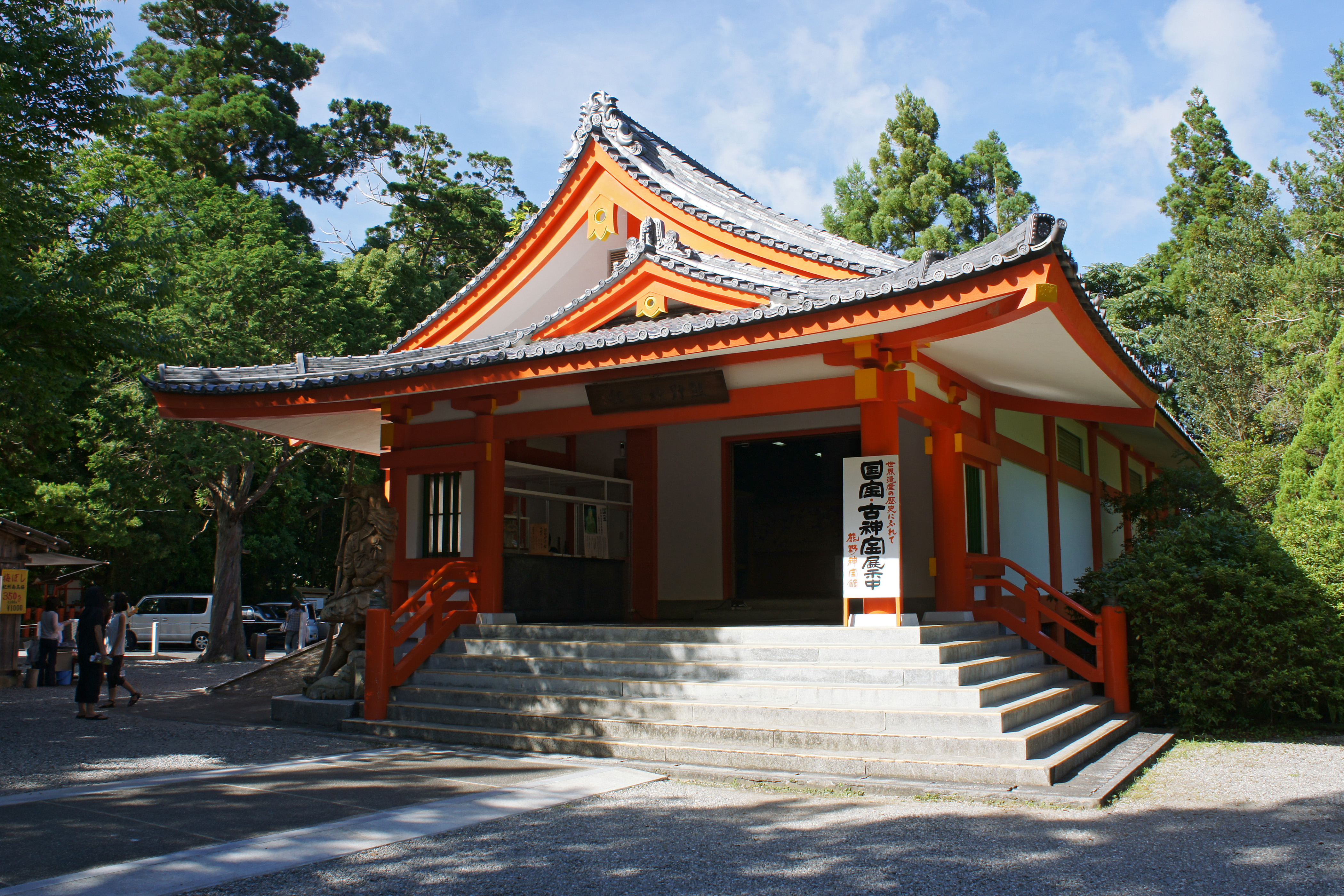
神宝館
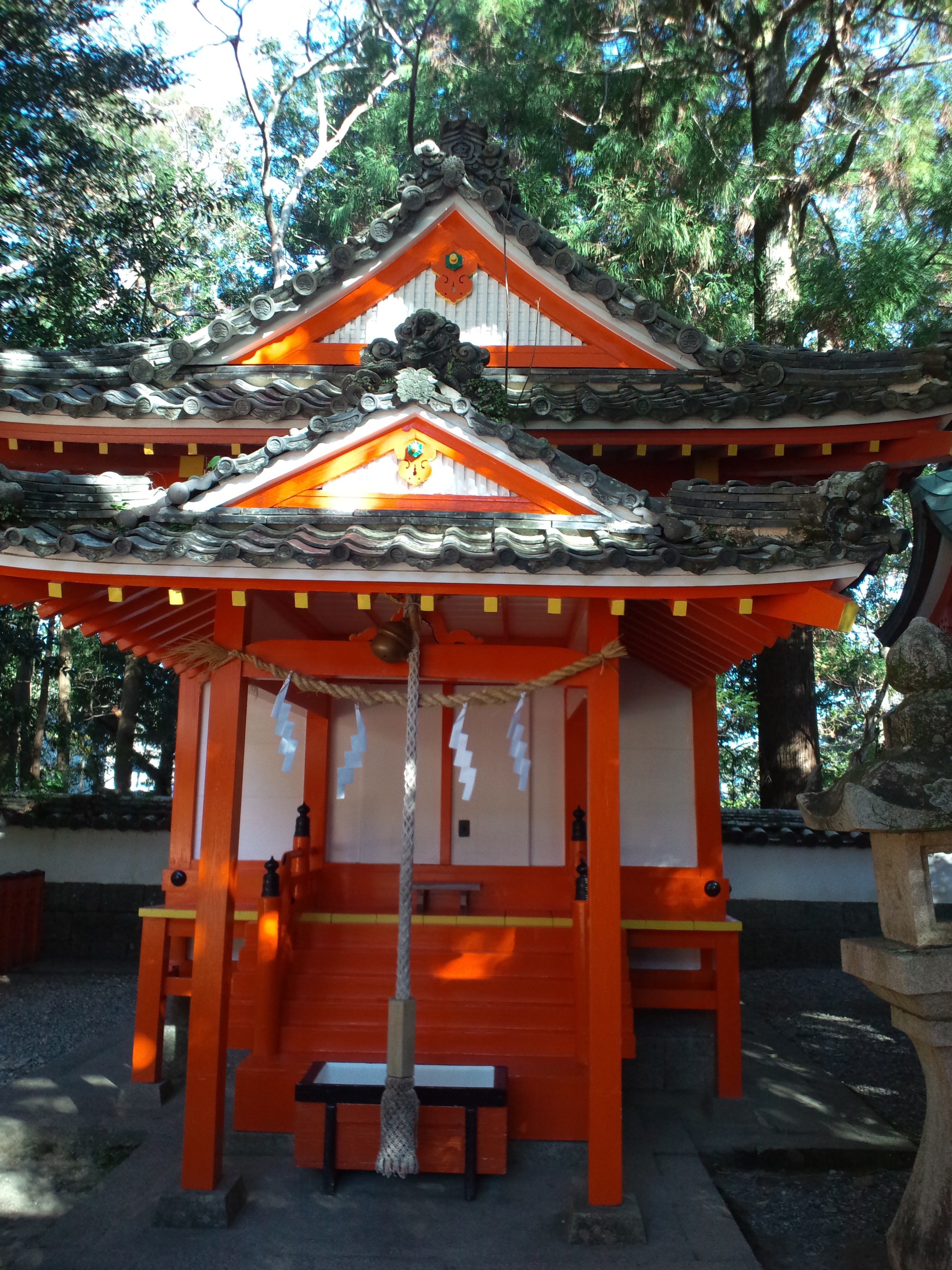
新宮神社
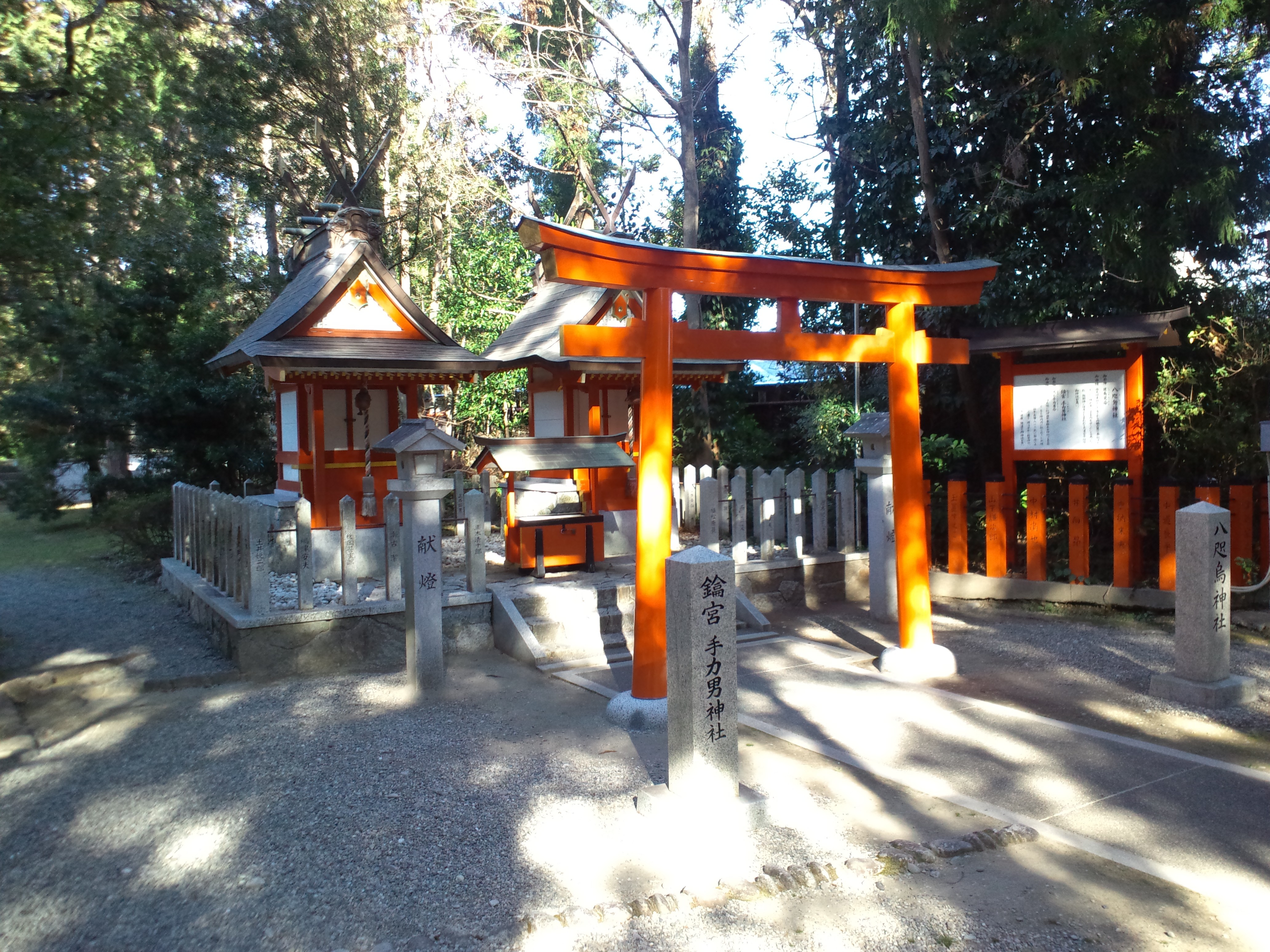
手力男神社と八咫烏神社

## 文化財

### 国宝
- 古神宝類（細目は後述）
- 木造熊野速玉大神坐像・木造夫須美大神坐像・木造家津御子大神坐像・木造国常立命坐像 4躯（2005年〈平成17年〉6月9日指定）[7]

### 重要文化財
- 木造伊邪那岐神坐像（1899年〈明治32年〉8月1日指定）[8]
- 木造伊邪那美神坐像（1897年〈明治30年〉12月28日指定）[9]
- 木造皇太神坐像（1899年〈明治32年〉8月1日指定）[10]
- 髹漆金銅装神輿（きゅうしつこんどうそうしんよ）（1897年〈明治30年〉12月28日指定）[11]
- 髹漆金銅装神幸用船（きゅうしつこんどうそうしんこうようふね）（1897年〈明治30年〉12月28日指定）[12]
- 太刀 銘正恒（附・糸巻太刀拵）（1913年〈大正2年〉4月14日）[13]

### 重要無形民俗文化財
- 新宮の速玉祭・御燈祭（保護団体：熊野速玉大社祭事保存会）

### 国の史跡
- 熊野三山 - 熊野速玉大社境内（神倉神社境内地および千穂ヶ峯の一部含む）および御船島（速玉大社社地）は史跡「熊野三山」の一部である[1]。

### 国の天然記念物

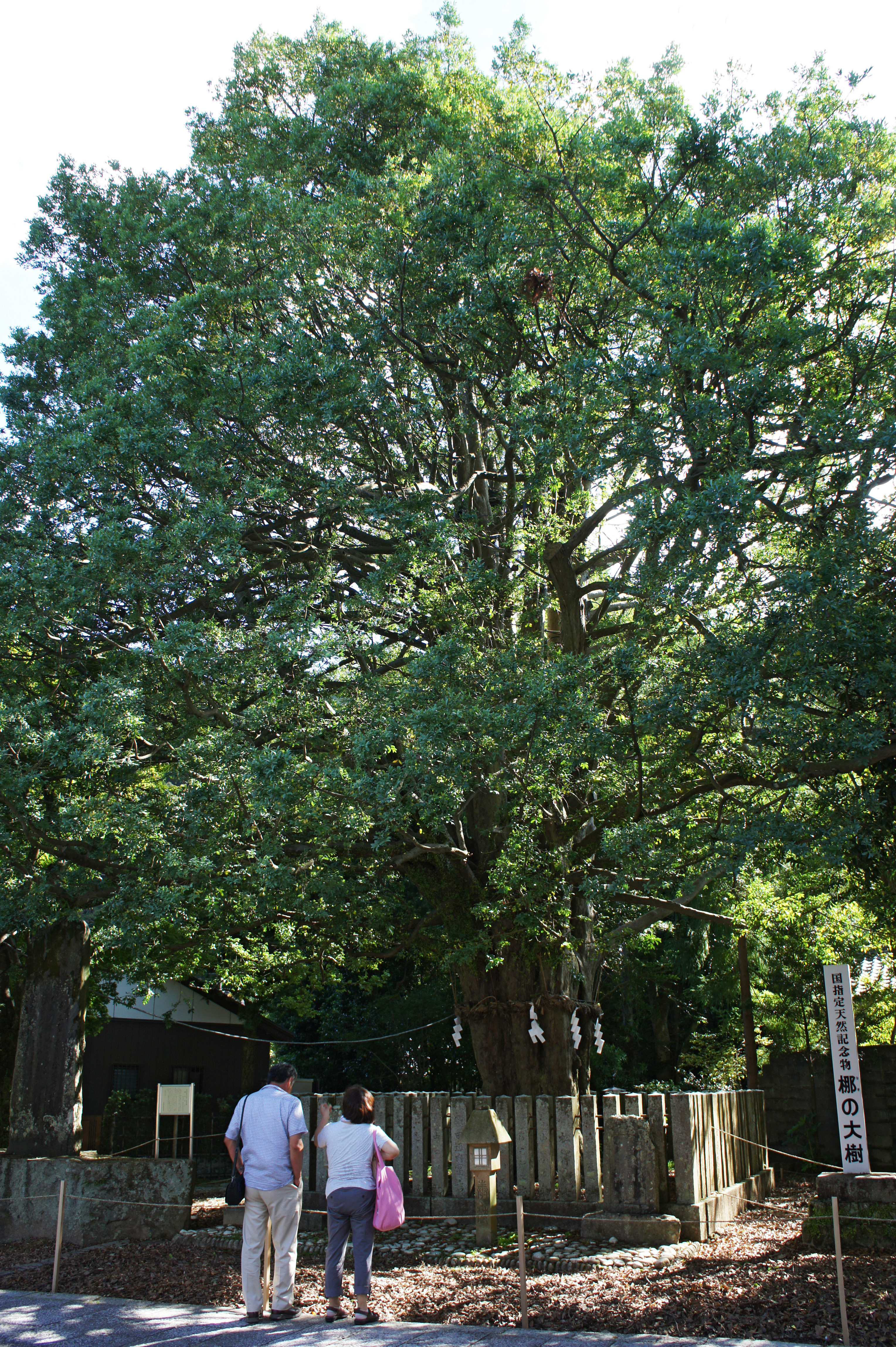
梛の大樹

- 梛の大樹 - 指定名称は「熊野速玉神社のナギ」（1940年〈昭和15年〉2月10日指定）[14]。高さ20m（17.6m[15][16]）、幹周り6m（5m[15][16]〈4.95m[17]〉）、推定樹齢1,000年[16]（850年[17]）、ナギとしては国内最大であるとされる[15]。ナギはマキ科の常緑高木であり、よく神木として植樹された[15]。本樹は雄株であるが、幹に分岐が見られることからもとは数株であったともされ、1159年（平治元年）社殿の落成において熊野三山造営奉行であった平重盛の手植と伝えられる[15]。ナギは凪に通じることから[15]、ナギの実を束ねたものやナギの枝を護符にする。ナギの木は、熊野杉や天台烏薬とともに新宮市の「市の木」に指定されている[18]。

### 和歌山県指定有形文化財
- 神倉山銅鐸 一括

### 和歌山県指定有形民俗文化財
- 釿始儀式用具 3点

### 新宮市指定有形文化財
- 絹本著色薬師三尊像
- 熊野懐紙模本（書跡・典籍、1989年〈平成元年〉3月25日指定）[19]
- 速玉大社の棟札（書跡・典籍、1989年〈平成元年〉3月25日指定）[20]
- 紙本著色新宮本社末社図 附：新宮末社図（書跡・典籍、1989年〈平成元年〉3月25日指定）[21]

### 新宮市指定有形天然記念物
- 速玉大社のオガタマノキ（天然記念物、1964年〈昭和39年〉6月8日指定）[22]
- 速玉大社のボウラン（天然記念物、1964年〈昭和39年〉6月8日指定）[22]

### 新宮市指定有形民俗文化財
- 奉八度参詣の碑

## 古神宝類
当神社所蔵の総数1,000点を超える古神宝類は、1955年（昭和30年）6月22日、一括して国宝に指定された。ここで言う「神宝」とは、祭神の所用具として製作・奉納された服飾・調度類のことで、上述の第一殿から第十二殿に祀られる祭神のために作られた神服、蒔絵手箱、銅鏡、弓矢、染織用具などが含まれる。
- 神宝 - 「しんぽう」「じんぽう」「かむだから」などと読み、広狭いくつかの意味合いがある。最広義には神社所蔵の宝物全般を指す場合もあるが、狭義では祭神の御料、すなわち祭神の所用品として神殿に奉献された神服、調度、武器武具、紡績具などの品々を指す。古文献には「神宝」と「装束」を分けて記載している例もあり、その場合は武器武具、紡績具などがより厳密な意味での「神宝」となる。現代の文化財用語としては、厳密な意味の「神宝」と装束類などを併せて「神宝類」と呼称している。[24]

熊野新宮では平安時代以来、33年に一度の遷宮を例とし、遷宮のたびに新たな神宝が調進されていた。しかし、徳治2年（1307年）の社殿焼失後は、朝廷の援助が得られなかったこともあり、仮殿が建てられたのみで、復旧は遅々として進んでいなかった。ようやく明徳元年（1390年）に至って遷宮が行われ、現存する神宝の大部分は、この時に時の幕府（足利義満）が中心となって製作・奉納したものである（ただし、一部に時代の下る遺品も混在する）。熊野三所と称される結宮（中御前）、速玉宮（西御前）、証誠殿への神宝奉納は、それぞれ禁裏（天皇）、仙洞（上皇）、室町殿（将軍）によって行われた。速玉大社には『熊野山新宮神宝目録』（明徳元年の本奥書）、『熊野山新宮御神宝内外御装束之事御調進造替之文目録』（年紀なし）という2種類の神宝目録が伝存する（いずれの目録も、現存するものは江戸時代の写本）。これらの目録には、各祭神に奉献された神宝の名称、材質、文様等が詳細に記載されており、現存の神宝類とも符合するので、貴重な資料となっている。
現存の古神宝類は、男神用、女神用それぞれの神服、各祭神に奉納された蒔絵の手箱（化粧道具を納める蓋付の箱）、太刀などの武器武具類、紡績具などに分類される。
- 神服類 - 男神所用のものとして袍（ほう）1領、直衣（のうし）1領、表袴（うえのはかま）2腰、指貫（さしぬき）1腰のほか、冠、石帯、笏、玉佩（ぎょくはい）、挿鞋（そうかい）などがあり、女神所用のものとしては衵（あこめ）18領、単（ひとえ）12領、唐衣（からぎぬ）9領、海賦裳（かいぶのも）8腰などがある。なお、以上のうち、「単」については、国宝指定名称では「薄衣」（うすぎぬ）となっている。彩絵の檜扇10握も女神用のものである。[26]
- 武器武具類 - 男神である速玉神に奉納されたもので、鳥頸太刀（とりくびたち）2口のほか、弓、平胡籙（ひらやなぐい）とこれに盛る箭（や）と鏑箭（かぶらや）、唐鞍などがある。鳥頸太刀は柄頭（つかがしら）に鳳凰の頭部を飾り、柄は銀鮫、鞘は銀板包みの上に透彫金具を施した豪華なものである。以上の武器武具類はいずれも実戦用ではなく儀仗用のものである。現存する鳥頸太刀2口は外装のみが残っていて、中身の刀身は1口は明治時代に紛失、もう1口は第二次大戦後に連合国軍により接収されて所在不明となっている。[27]
- 紡績具 - 女神用のもので、縳（つむ）、苧笥（おけ）、桛（かせ）、などがある。縳は糸に撚りをかける道具、苧笥は糸に撚りをかける際に付ける水を入れておく容器、桛は紡いだ糸を巻いておくものである。[28]
- 蒔絵の手箱 - 新宮の祭神十二所（上四社、中四社、下四社）と旧摂社の阿須賀神社用に計13合調進された。うち、阿須賀神社への奉納分は第二次大戦後国有化され、現在は京都国立博物館所蔵となっている。また手箱のうちの1合（橘蒔絵手箱）は民間の所有となっており、速玉大社に現存する手箱は11合である。各手箱には白銅鏡、鏡箱、歯黒箱、白粉箱（おしろいばこ）、薫物箱（たきものばこ）、鑷（けぬき）、鋏などの内容品が残されている。手箱11合のうち8合は地を梨子地とするのに対し、桐蒔絵手箱2合、桐唐草蒔絵手箱1合の計3合は地を沃懸地（いかけじ）とし、より格の高い作りとなっている[29]。これらは桐蒔絵手箱2合が結宮（中御前）と速玉宮（西御前）に、桐唐草蒔絵が証誠殿に、それぞれ奉納されたものである。これらの手箱の主文様として本来天皇家の紋である桐が使用されているのは、足利家が禁裏から桐紋の使用を許されていたためである。[30]1950年には社殿の補修工事の費用に充てるために売却が検討されたことがある[31]。

これらの古神宝類は、制作年代と由緒が明らかであり、南北朝時代の染織、漆工、金工などの工芸品の基準作例として重要である。
古神宝類
- 袍 萌黄浮線綾丸文固綾 1領
- 直衣 白龍膽文綾 1領
- 衵 蘇芳小花文銀襴 1領
- 衵 香雲立涌文固綾 3領
- 衵 萌黄小葵浮線綾丸文二重織 2領
- 衵 経縹緯白小葵文固綾 1領
- 衵 淡紅小葵文固綾 3領
- 衵 萌黄小葵文固綾 7領
- 衵 淡香小葵文綾 1領
- 薄衣 萌黄幸菱文固綾 8領
- 薄衣 白遠菱文固綾 1領
- 薄衣 白幸菱文固綾 1領
- 薄衣 淡紅幸菱文固綾 1領
- 薄衣 白小葵文固綾 1領
- 唐衣 緯白小葵文浮織 7領
- 唐衣 萌黄小葵文固綾 1領、
- 唐衣 蘇芳蓮唐草文銀襴 1領
- 表袴 白窠霰文二重織 1腰
- 表袴 緯白椿唐草文固綾 1腰
- 指貫 濃香雲立涌文固綾 1腰
- 海賦裳 白小葵文固綾 8腰
- 衾 朽葉人物花唐草文繻珍 1帖
- 衾 白小葵文固綾 1帖
- 衾 黄地浮線綾丸文唐織物 6帖
- 平裹 黄地浮線綾丸文唐織物 1帖
- 衣 濃香小葵文綾 残欠 1口、衣 白遠菱文綾 残欠 1口
- 衣 香小葵文綾 残欠 1口
- 袴 紅平絹 残欠 3口
- 袴 紅平絹 残欠 5口
- 袴 紅精好 残欠 一括
- 両面打組紐残欠 6条
- 冠 1頭・松喰鶴蒔絵冠箱 1合
- 挿頭華30枝
- 木笏 1握・梛蒔絵笏箱 2合
- 玉佩2旒・桐蒔絵玉佩箱 1合
- 義髻 28条
- 彩絵檜扇 10握
- 紅帖紙 21帖 附:懐紙 3帖
- 錦包挿鞋2双・唐花蒔絵挿鞋箱 2合
- 松喰鶴蒔絵御衣箱4合
- 赤地小葵文錦包木枕 1箇 附:赤地錦袋 1口
- 銀蒔絵衣架 12具
- 金銀装鳥頸太刀 2口 附:平緒残片1枚、赤地錦袋2口、朱塗太刀唐櫃1合
- 朱塗弓 2張 附:赤地錦弓袋 1口、朱塗弓唐櫃 1合
- 桐文蒔絵平胡籙1具・金銅鏑箭 2隻・金銅箭 28隻
- 桐文蒔絵平胡籙 1具・金銅鏑箭 2隻・金銅箭 28隻、附:赤地錦袋1口、朱塗平胡籙櫃1合
- 鉄桙2口
- 鉄桙 2口
- 桐樹双鶴文鏡 1面 附:黒漆平文鏡箱 1合、赤地錦袋 1口
- 桐唐草双鶴文鏡 1面 附:黒漆平文鏡箱 1合、赤地錦袋 1口
- 桐唐草双鶴文鏡 1面 附:黒漆平文鏡箱 1合、赤地錦袋 1口
- 籬菊双鶴文鏡 1面 附:黒漆平文鏡箱 1合、赤地錦袋 1口
- 籬菊双鶴文鏡 1面 附:黒漆平文鏡箱 1合、赤地錦袋 1口
- 牡丹双鶴文鏡 1面 附:黒漆平文鏡箱 1合、赤地錦袋 1口
- 菊唐草双鶴文鏡 1面 附:黒漆平文鏡箱 1合、赤地錦袋 1口
- 梛双鶴文鏡 1面 附:黒漆平文鏡箱 1合、赤地錦袋 1口
- 梛双鶴文鏡 1面 附:黒漆平文鏡箱 1合、赤地錦袋 1口
- 松楓双鶴文鏡 1面 附:黒漆平文鏡箱 1合、赤地錦袋 1口
- 松楓双鶴文鏡 1面 附:黒漆平文鏡箱 1合、赤地錦袋 1口
- 松竹双鶴文鏡1面 附:黒漆平文鏡箱 1合
- 桐蒔絵手箱 1具（内容品:白銅鏡1面、蒔絵鏡箱1合、銀歯黒箱2合、銀白粉箱2合、銀薫物箱2合、銀鑷1箇、銀鋏1箇、銀耳掻1本、銀髪掻2本、銀眉作1本、銀櫛払1箇、銀菊花形皿3口、白磁皿1口、銀解櫛1枚、蒔絵櫛29枚、桐蒔絵櫛箱1合、附:赤地錦袋1口）
- 桐蒔絵手箱 1具（内容品:白銅鏡1面、蒔絵鏡箱1合、銀歯黒箱2合、銀白粉箱2合、銀薫物箱2合、銀鑷1箇、銀鋏1箇、銀耳掻1本、銀髪掻2本、銀眉作1本、銀歯黒筆1本、銀櫛払1箇、銀菊花形皿3口、白磁皿1口、銀解櫛1枚、蒔絵櫛29枚、桐蒔絵櫛箱 1合、附:黄地錦袋1口）
- 桐唐草蒔絵手箱 1具（内容品:白銅鏡1面、蒔絵鏡箱1合、銀歯黒箱2合、銀白粉箱2合、銀薫物箱2合、銀鑷1箇、銀鋏1箇、銀耳掻1本、銀髪掻2本、銀眉作2本、銀歯黒筆1本、銀櫛払1箇、銀菊花形皿3口、白磁皿1口、銀解櫛1枚、蒔絵櫛29枚、桐唐草蒔絵櫛箱 1合）
- 籬菊蒔絵手箱 1具（内容品:白銅鏡1面、蒔絵鏡箱1合、銀歯黒箱2合、銀白粉箱2合、銀薫物箱2合、銀鑷1箇、銀鋏1箇、銀耳掻1本、銀髪掻2本、銀眉作2本、眉刷毛1本、銀歯黒筆2本、銀櫛払1箇、銀菊花形皿3口、白磁皿1口、銀解櫛1枚、蒔絵櫛29枚、籬菊蒔絵櫛箱 1合、附:赤地錦袋1口）
- 牡丹蒔絵手箱 1具（内容品:白銅鏡1面、蒔絵鏡箱1合、銀鑷1箇、銀鋏1箇、銀耳掻1本、銀髪掻2本、銀眉作2本、銀歯黒筆2本、銀櫛払1箇、白磁皿1口、銀解櫛1枚、蒔絵櫛29枚、附:赤地錦袋1口）
- 橘蒔絵手箱 1具（内容品:白銅鏡1面、蒔絵鏡箱1合、銀歯黒箱2合、銀白粉箱2合、銀薫物箱2合、銀鑷1箇、銀鋏1箇、銀耳掻1本、銀髪掻2本、銀眉作1本、銀歯黒筆2本、銀櫛払1箇、銀菊花形皿3口、白磁皿1口、銀解櫛1枚、蒔絵櫛29枚、附:赤地錦袋1口）
- 菊唐草蒔絵手箱 1具（内容品:白銅鏡1面、蒔絵鏡箱1合、銀歯黒箱2合、銀白粉箱2合、銀薫物箱2合、銀鑷1箇、銀鋏1箇、銀耳掻1本、銀髪掻2本、銀眉作1本、銀歯黒筆2本、銀櫛払1箇、銀菊花形皿3口、白磁皿1口、銀解櫛1枚、蒔絵櫛29枚、附:赤地錦袋1口）
- 唐花唐草蒔絵手箱 1具（内容品:白銅鏡1面、蒔絵鏡箱1合、銀鑷1箇、銀鋏1箇、銀耳掻1本、銀髪掻2本、銀眉作2本、銀櫛払1箇、銀菊花形皿2口、白磁皿1口、銀解櫛1枚、蒔絵櫛27枚、附:赤地錦袋1口）
- 唐花唐草蒔絵手箱 1具（内容品:白銅鏡1面、蒔絵鏡箱1合、銀鑷1箇、銀鋏1箇、銀耳掻1本、銀髪掻2本、銀眉作2本、銀歯黒筆2本、銀櫛払1箇、銀菊花形皿2口、白磁皿1口、銀解櫛1枚、蒔絵櫛29枚、附:赤地錦袋1口）
- 梛蒔絵手箱 1具（内容品:白銅鏡1面、蒔絵鏡箱1合、銀歯黒箱2合、銀白粉箱2合、銀鑷1箇、銀鋏1箇、銀耳掻1本、銀髪掻2本、銀眉作2本、銀歯黒筆1本、銀櫛払1箇、銀菊花形皿3口、白磁皿1口、銀解櫛1枚、蒔絵櫛29枚、附:赤地錦袋1口）
- 松楓蒔絵手箱 1具（内容品:白銅鏡1面、銀歯黒箱1合、銀薫物箱2合、銀鑷1箇、銀鋏1箇、銀耳掻1本、銀髪掻2本、銀眉作2本、銀歯黒筆1本、銀櫛払1箇、銀菊花形皿3口、白磁皿1口、銀解櫛1枚、蒔絵櫛29枚、附:赤地錦袋1口）
- 手箱内容品
  - 銀鑷1箇
  - 銀鋏 1箇
  - 銀耳掻 1本
  - 銀髪掻 1本
  - 銀解櫛3枚
  - 銀覆輪櫛4枚
  - 蒔絵櫛 28枚
- 白銅鏡 6面
- 桐蒔絵硯箱 1合
- 水晶玉 4顆 附:赤地錦袋4口
- 松鶴蒔絵苧笥2合
- 松喰鶴蒔絵桛2枚
- 金銅縳1双
- 銀縫針 7本
- 朱塗唐櫃 12合
- 金銅鏁1箇
- 朱塗案 12基
- 金銅装唐鞍 1具
  - 金銅壺鐙1双
  - 金銅轡1双
  - 金銅杏葉 17箇
- 朱塗鞭 1本 附:赤地錦袋1口
- 金銅装錦包懸守 1懸

## 速玉賞
速玉賞（はやたましょう）は、2006年、新宮商工会議所青年部設立20周年を記念して、熊野速玉大社の了解のもとで創設されたスポーツの賞。野球関係者らの参拝も多かったことから、速玉之男神の「速玉」の二文字を「速い玉」と捉えて、球技の向上を祈願する神様として、また、更に範囲を広げてスポーツ全般の心技体を磨いてもらえる神様として、「速玉」のブランド化を目指した意図による事業である。
野球のみならず、スポーツ全般を対象としている賞であり、直近までにおいての1年間に記録または記憶に残るアスリートやチームを選定して贈られる。なお、第1回は当時の日本プロ野球界の最高球速を記録したマーク・クルーンに贈られ、横浜スタジアムで贈呈セレモニーが行われた。2016年1月の第10回の選出を最後に、以降は本賞の継続は確認できない。なお、第10回に選出されたプロ野球選手の上原浩治は決して球速の速い投手ではなく、「（速い玉という名前の賞は）自分にとって一番相応しくないと思いますけれども」と受賞時にコメントしている。

### 歴代の受賞者
| 回数 | 受賞年度 | 受賞者                     | 競技       |
| ---- | -------- | -------------------------- | ---------- |
| 1    | 2006年度 | マーク・クルーン           | 野球       |
| 2    | 2007年度 | 松坂大輔                   | 野球       |
| 3    | 2008年度 | 金本知憲                   | 野球       |
| 4    | 2009年度 | 石川遼                     | ゴルフ     |
| 5    | 2010年度 | 2010サッカー日本代表       | サッカー   |
| 6    | 2011年度 | なでしこジャパン           | サッカー   |
| 7    | 2012年度 | 湯元兄弟（湯元健一・進一） | レスリング |
| 8    | 2013年度 | 前田健太                   | 野球       |
| 9    | 2014年度 | 大谷翔平                   | 野球       |
| 10   | 2015年度 | 上原浩治                   | 野球       |

## 前後の札所
神仏霊場巡拝の道
1 熊野速玉大社　-　2 青岸渡寺

## 交通
- JR西日本・JR東海 紀勢本線 新宮駅から車で約5分、徒歩約15分。
- バス　新宮駅から熊野御坊南海バス 市内線ふれあいばす「促進住宅前」行きに乗車、「速玉大社前」バス停下車、徒歩3分
（なお、復路は、「広角市営住宅前」行きに乗車）

## 周辺施設
- 佐藤春夫記念館 - 2024年4月までは熊野速玉大社の境内に位置
- 川原家横丁
- 新宮城